# بلدية روندال
بلدية روندال هي بلدية في لاتفيا، بلغ عدد سكانها 3٬421  نسمة، في 2017، عاصمتها Pilsrundāle ‏.

## الموقع
تشترك في الحدود مع:
- بلدية جيلغافا
- بلدية أوزولنيكي
- بلدية بوسكا.

## التقسيمات الإدارية
- Rundāle Parish [الإنجليزية]‏
- Svitene Parish [الإنجليزية]‏
- Viesturi Parish [الإنجليزية]‏.